# Paderno del Grappa
Paderno del Grappa (Paderno in veneto) è una frazione del comune di Pieve del Grappa, localizzata alle falde del Monte Grappa.
Fu comune autonomo (assieme alla frazione Fietta) fino al 30 gennaio 2019, quando insieme al limitrofo comune di Crespano del Grappa si sono fusi dando origine all'attuale comune di Pieve del Grappa.

## Origini del nome
Piuttosto comune nel Norditalia, il toponimo Paderno deriva dal latino paternus "paterno", nel senso di "fondo ereditato dal padre".

## Storia

### Epoca antica
A Paderno non sono stati ritrovati reperti ascrivibili all'epoca preistorica, ma la presenza di siti archeologici nei paesi vicini (Pagnano, Possagno, Cavaso del Tomba, Castelcucco) dimostrano importanti frequentazioni umane dal paleolitico medio (300 000-36 000 anni fa) al mesolitico (5 000 anni fa).
Meno abbondanti le testimonianze relative ai Veneti, mentre sono numerosi i manufatti della civiltà romana che andò a sostituirli a partire dal III secolo a.C. Certamente fu fondamentale la vicinanza ad Asolo, l'antica Acelum citata da Plinio il Vecchio tra gli oppida del Veneto. Proprio a Paderno, nel corso del Settecento, è stata individuata una cortina (ovvero uno spazio recintato a scopi militari) attorno alla chiesa parrocchiale. Più problematico il ritrovamento del basamento della statua del console Lucio Ragonio, che per alcuni avvenne nell'omonima Paderno di Ponzano Veneto.

### Medioevo
Il passaggio dei Longobardi ha lasciato traccia, oltre che nei reperti individuati nei dintorni, anche nella toponomastica: la località Farra sembra ricordare la presenza di una fara, cioè un gruppo di famiglie in grado di organizzarsi a scopi militari.
Mancano testimonianze su un vero e proprio castello a Paderno, tuttavia dovettero esistere diversi piccoli insediamenti fortificati: oltre alla già citata cortina di origini romane, sono stati individuati altri due siti in corrispondenza di villa Fietta e sul col Muson; inoltre, il toponimi Torreselle (sulle Motte) e Torraz (a Fietta, lungo l'antica strada per Bassano), sembrano richiamare a delle costruzioni militari.
Entrata nell'orbita del Comune di Treviso, Paderno faceva riferimento, sia dal punto di vista ecclesiastico che civile, alla pieve di Fonte. Secondo un documento del 1314 il territorio era diviso tra i comuni rurali di Coi di Paderno (l'odierno centro) e Farra. Nel secolo successivo essi risultano riuniti nell'unico comune di Paderno.

### Periodo veneziano
Seguendo le sorti di Treviso, Paderno diventa parte della Repubblica di Venezia dalla fine del Trecento.
In questo periodo, come in tutta la pedemontana del Grappa, assume grande importanza l'attività laniera, con una produzione tale da superare il fabbisogno locale. A Paderno, in verità, solo il Lastego e pochi altri torrenti hanno una portata d'acqua sufficiente ad alimentare i follo, che si concentrano solo nelle località Scoamussa e Piovega. L'economia locale, relativamente florida, favorisce l'aumento demografico.
Nel Seicento il paese fu investito da due gravi calamità: la peste del 1630 (che spinge i parrocchiani ad aggiungere i santi Rocco e Sebastiano alla pala cinquecentesca con San Giovanni evangelista) e il terremoto di Santa Costanza del 1695 che devastò tutta la pedemontana; ci furono otto morti e pesanti danni alla chiesa parrocchiale (con il crollo della sommità del campanile) e alle abitazioni (100 su 320 furono danneggiate e 45 divennero inabitabili).

### Epoca contemporanea
Con la caduta della Serenissima, Paderno subì, come il resto del Veneto, l'alternarsi dell'amministrazione francese e austriaca. In questo periodo le vecchie istituzioni veneziane, basate sul frazionamento del territorio in comunelli, vennero sostituite dagli odierni comuni. Inizialmente comune autonomo, dal 1800 al 1810 Paderno fu frazione di Castelcucco e dal 1811 al 1814 di Possagno. Nel 1815 tornò ad essere comune e dal 1819 ebbe Fietta come frazione.
Negli stessi anni si mise mano a collegamenti stradali, realizzando l'odierno sistema viario che permise più facili collegamenti con Fonte, Castelcucco, Asolo e Crespano.
Entrata a far parte del Regno d'Italia nel 1866, dalla fine del secolo ai primi del Novecento il paese fu colpito da un consistente fenomeno migratorio che si esaurì solo verso la fine degli anni 1960.
Durante la prima guerra mondiale Paderno fu risparmiata dai combattimenti che infuriavano sul sovrastante monte Grappa. Nel primo dopoguerra, benché l'emigrazione fosse ancora consistente, si osservò un leggero aumento demografico dovuto all'arrivo di operai coinvolti nella ricostruzione.

### Simboli
Lo stemma e il gonfalone del Comune di Paderno del Grappa erano stati concessi con decreto del presidente della Repubblica del 1º giugno 1998.
Il gonfalone è un drappo troncato di bianco e di azzurro.

## Monumenti e luoghi d'interesse

### Chiesa arcipretale

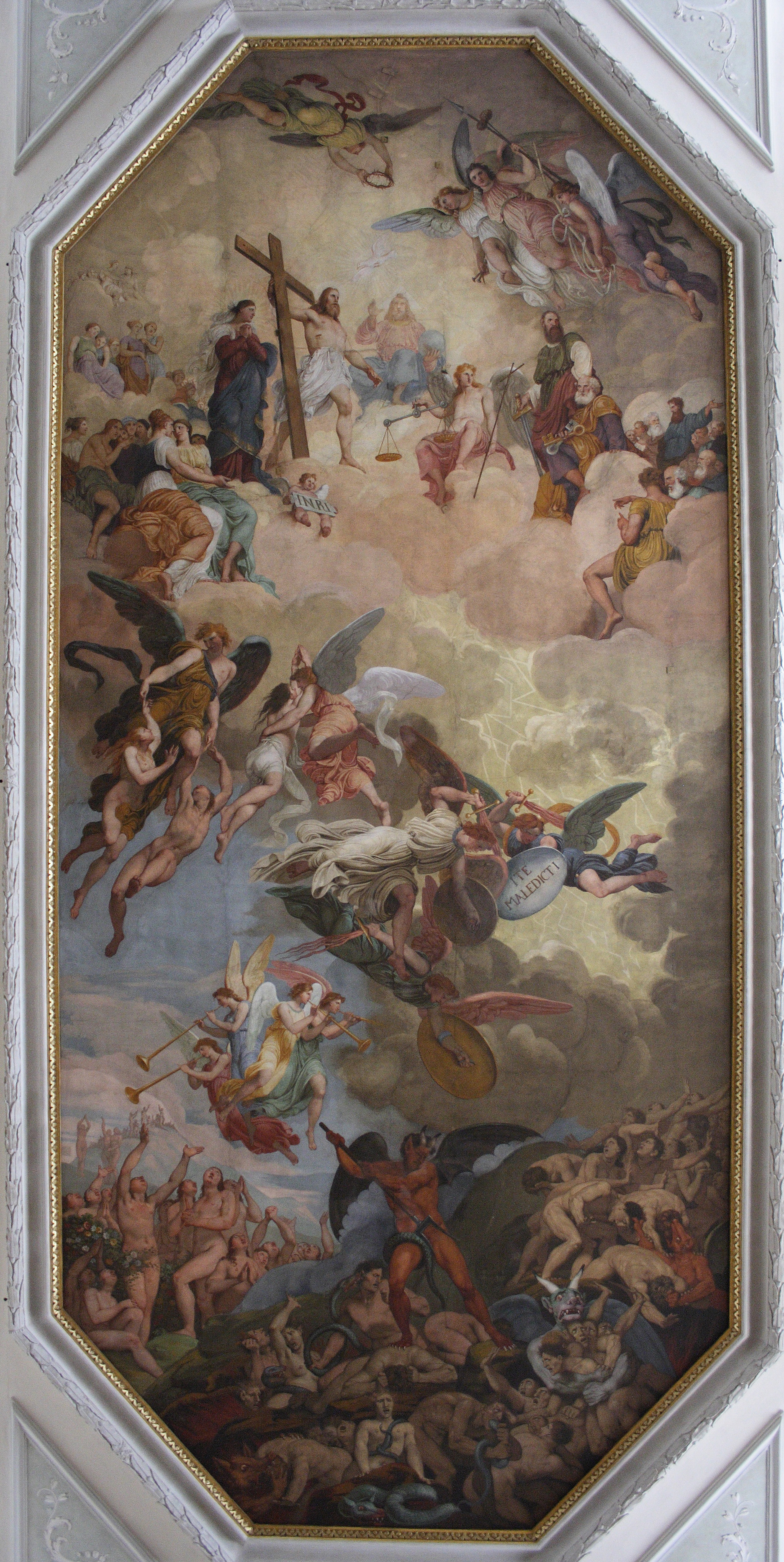
Giudizio universale

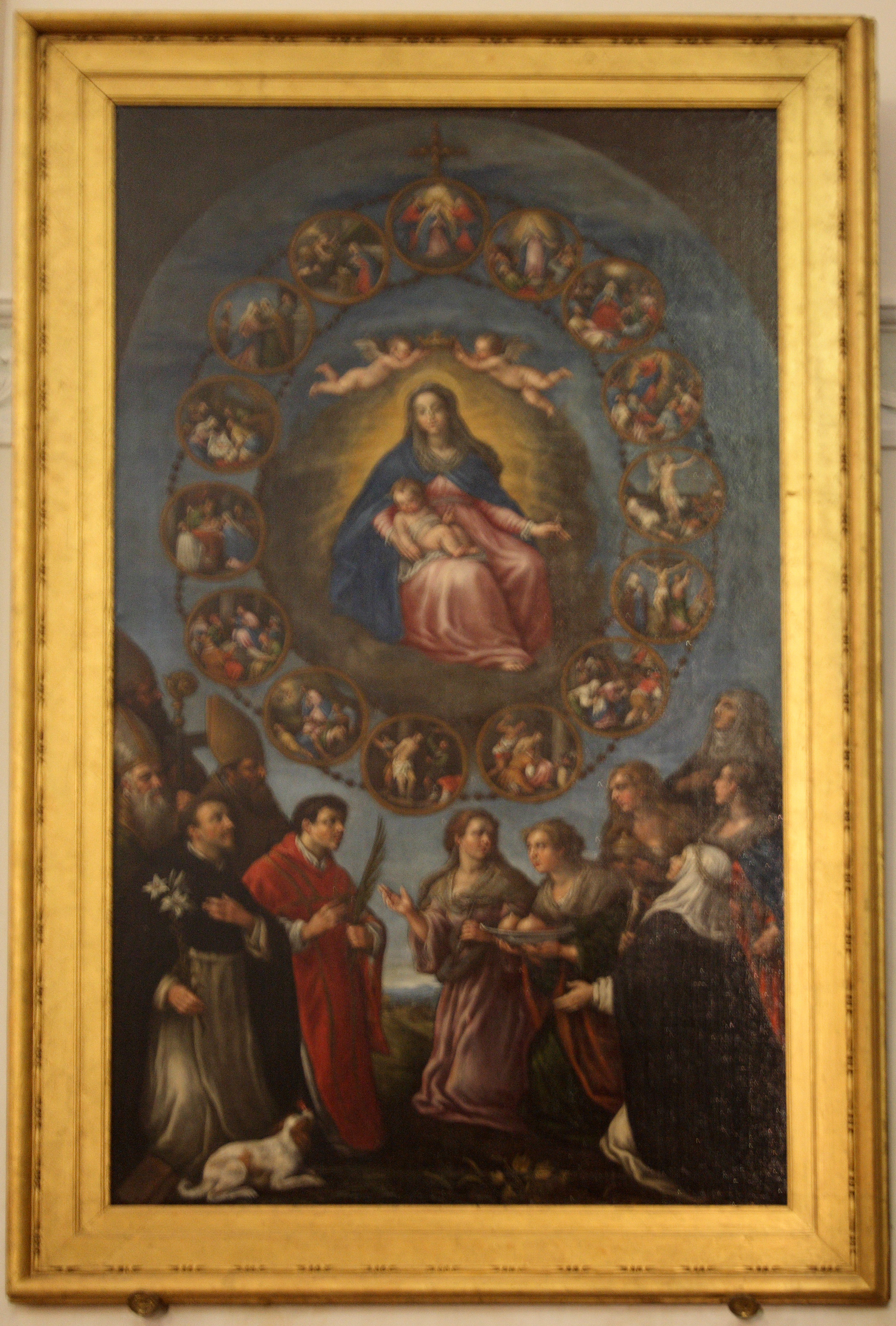
Madonna del Rosario

Il primo nucleo risale al XIV secolo, un primo ampliamento è stato portato a termine nel 1569 e, in seguito al terremoto del 25 febbraio 1695 che recò danni consistenti, fu ristrutturata nella forma in cui appare ai giorni nostri.
Di pregevole al suo interno il soffitto affrescato dal pittore Giovanni De Min, che nel 1824 vi rappresentò il Giudizio Universale; la statua dell'Annunciazione posta nell'abside e la statua lignea di Sant'Antonio di Padova, entrambe opera dello scultore Giuseppe Torretto, alla scuola dello stesso sono attribuite le statue degli angeli situate ai lati dell'altare maggiore; la pala della Madonna del Rosario, attribuita alla scuola di Jacopo da Ponte; il crocefisso ligneo del 1686 attribuito a Francesco Marinali e l'organo costruito da Giovan Battista De Lorenzi nel 1879, riformato a metà del XX secolo, restaurato nella sua forma originale nel 2013 con il ripristino dei registri originali, compresi quelli concertistici e le canne ad ancia metallica.

L'ex territorio comunale nella provincia di Treviso.

## Società

### Evoluzione demografica
Abitanti censiti

### Etnie e minoranze straniere
Al 31 dicembre 2011 gli stranieri residenti nella frazione erano 211, ovvero il 15,4% della popolazione..

## Cultura

### Istruzione
- Istituti Filippin: sono stati fondati da Mons. Erminio Filippin nel 1924 e da lui diretti fino al 1958; di seguito la gestione e la proprietà sono state affidate alla Congregazione dei Fratelli delle Scuole Cristiane che proseguono tuttora l'opera educativa.
- CIMBA: è una scuola di formazione manageriale e sviluppo personale

## Amministrazione
Nelle elezioni comunali del 1995 e del 2009 si è presentato un solo candidato.

### Gemellaggi
- Mallersdorf-Pfaffenberg, dal 1990[13]

### Altre informazioni amministrative
La denominazione del comune fino al 1867 era Paderno, dal 1867 al 1920 fu Paderno d'Asolo.